# Pírcing antitragus
Un pírcing antitragus és una perforació del cartílag exterior de l'orella (antitragus), davant del conducte auditiu extern, amb la finalitat d'inserir i usar una joia. En general, la perforació té característiques similars a la del pírcing tragus; aquests pírcings es realitzen i cicatritzen de la mateixa manera.

## Cicatrització
Aquesta perforació, com la majoria dels pírcings del cartílag, pot durar entre 8 i 16 mesos per curar-se completament. La perforació s'ha de netejar diàriament fins que cicatritzi. La forma més comuna de netejar-la és mitjançant aigua de mar o amb una solució salina.
La joieria no s'ha de canviar fins que la perforació s'hagi guarit del tot.